# Червоний Яр (Конотопський район)
Червоний Яр —  село в Україні, у Дубов'язівській селищній громаді Конотопського району Сумської області. Населення становить 117 осіб. Колишній орган місцевого самоврядування — В'язівська сільська рада.

## Географія
Село Червоний Яр розташоване на правому березі річки Єзуч, вище за течією на відстані 7 км розташоване село Бережне, нижче за течією на відстані 1 км розташоване село Совинка, на протилежному березі — села В'язове та Дубинка.
Уздовж русла річки проведено кілька іригаційних каналів.
По селу тече кілька струмків, що пересихають із заґатами.
Село простягається уздовж річки на 5 км.

## Історія
На мапі 1941 року - Петровського.
- Село постраждало внаслідок геноциду українського народу, проведеного окупаційним урядом СССР 1923-1933 та 1946-1947 роках.
- 22 червня 2023 року рішенням Національної комісії зі стандартів державної мови віднесено до списку населених пунктів, які «можуть не відповідати лексичним нормам української мови», зокрема стосуватися «російської імперської чи колоніальної політики». Громаді рекомендовано обґрунтувати доцільність збереження поточної назви або  запропонувати нову назву в установленому законодавством порядку.[2]